# Mossalsk
Mossalsk (en russe : Мосальск) est une ville de l'oblast de Kalouga, en Russie, et le centre administratif du raïon de Mossalsk. Sa population s'élevait à 4 299 habitants en 2013.

## Géographie
Mossalsk est arrosée par la rivière Protva et se trouve à 85 km à l'ouest de Kalouga et à 220 km au sud-ouest de Moscou.

## Histoire
Mossalsk est attestée pour la première fois en 1231 sous le nom de Massalsk (en russe : Масальск). Elle devint le centre d'une des principautés supérieures au XIVe siècle. Après son rattachement à la principauté de Moscovie, réalisée Ivan III en 1493, les princes locaux émigrèrent dans le grand-duché de Lituanie — où ils furent connus sous le nom de princes Massalski — ou à Moscou — princes Koltsov-Masalsky. Mossalsk a accédé au statut de ville du gouvernement de Kalouga en 1776. Le principal monument de la ville est la cathédrale Saint-Nicolas (1818).

## Population
Recensements (*) ou estimations de la population :
| 1856  | 1897* | 1926* | 1939* | 1959* | 1970* |
| ----- | ----- | ----- | ----- | ----- | ----- |
| 3 500 | 2 655 | 2 301 | 2 900 | 3 936 | 4 499 |

| 1979* | 1989* | 2002* | 2010* | 2012  | 2013  |
| ----- | ----- | ----- | ----- | ----- | ----- |
| 4 650 | 4 610 | 4 380 | 4 285 | 4 263 | 4 299 |